# Збіднення ґрунту
Збіднення ґрунту, виснаження ґрунту – зменшення кількості поживних речовин у ґрунті через тривале використання їх у рослинництві та дефіцитного балансу поживних елементів і гумусу, або взагалі без внесення будь яких добрив. Запаси поживних речовин у ґрунтах формуються за рахунок процесів вивітрювання гірських порід і мінералів материнської (ґрунтоутворювальної) породи і мінералізації рослинних решток. Від так повне виснаження ґрунту не можливе, однак це негативне деградаційне явище широко поширене серед агроценозів.  
Виснаження ґрунту є однією із можливих причин ґрунтовтоми і деградації ґрунтів. Виснаження запасів поживних речовин, необхідних для рослин призводить до зниження урожайності сільськогосподарських культур, зменшення біорізноманіття і загалом погіршення родючості ґрунтів. А зниження умісту багатовалентних катіонів, особливо кальцію, стає причиною погіршення структури й інших фізичних і фізико-хімічних властивостей ґрунту . 
В наслідок господарської діяльності з біологічного колообігу разом з фітомасою врожаю з ґрунтів назавжди відчужується значна кількість зольних (біофільних) елементів. Також втрата елементів живлення можлива за рахунок протікання процесів водної або вітрової ерозії. Внесення добрив не може повністю компенсувати ці втрати. Одним зі шляхів вирішення цієї проблеми може стати впровадження органічної системи землеробства, яка передбачає застосування сидератів і травосіяння, що дозволяє підтримувати і відтворювати родючість ґрунтів, а також сприяє вирішенню проблеми кормів у тваринництві .Швидке вирішення проблеми виснаження ґрунту частково можливе за рахунок дотримання основних законів землеробства і повернення винесених елементів живлення у вигляді органічних і/або мінеральних добрив та меліорантів.